# Hippodrome d'Ardon
L'hippodrome d'Ardon est situé à Laon dans l'Aisne. C'est un hippodrome de trot. Quatre réunions s'y tiennent par an entre mai et juillet.

## Installations
- Piste en cendrée
- Corde à gauche